# Yoshiko Sugita
Yoshiko Sugita (japanisch 杉田 良子, Sugita Yoshiko; * um 1930, geborene Ōkawa Yoshiko, 大川 良子) ist eine japanische Badmintonspielerin. 

## Karriere
Yoshiko Sugita gewann unter ihrem Geburtsnamen Ōkawa 1954 sowohl den Titel im Dameneinzel als auch im Damendoppel bei den japanischen Einzelmeisterschaften. 1956 war sie noch einmal im Doppel erfolgreich, 1961 erstmals im Mixed.

## Sportliche Erfolge
| Saison | Veranstaltung                | Disziplin   | Platz | Name                            |
| ------ | ---------------------------- | ----------- | ----- | ------------------------------- |
| 1954   | Japan: Einzelmeisterschaften | Dameneinzel | 1     | Yoshiko Ōkawa                   |
| 1954   | Japan: Einzelmeisterschaften | Damendoppel | 1     | Yoshiko Ōkawa / Mitsuko Fujita  |
| 1956   | Japan: Einzelmeisterschaften | Damendoppel | 1     | Yoshiko Ōkawa / Utako Kobayashi |
| 1961   | Japan: Einzelmeisterschaften | Mixed       | 1     | Hiroshi Sugita / Yoshiko Sugita |

## Referenzen
- Japanische Badmintonmeisterschaften 1947-2004 (Memento vom 28. August 2007 im Internet Archive)
- Annual Handbook of the International Badminton Federation, London, 29. Auflage 1971, S. 222–223

| Personendaten    | Personendaten                                                                         |
| ---------------- | ------------------------------------------------------------------------------------- |
| NAME             | Sugita, Yoshiko                                                                       |
| ALTERNATIVNAMEN  | 杉田良子 (japanisch); 大川良子 (Geburtsname, japanisch); Ōkawa, Yoshiko (Geburtsname) |
| KURZBESCHREIBUNG | japanische Badmintonspielerin                                                         |
| GEBURTSDATUM     | um 1930                                                                               |